# La Guyonnière
La Guyonnière is een plaats en voormalige gemeente in Frankrijk in het departement Vendée in de regio Pays de la Loire en telt 2343 inwoners (1999). De plaats maakt deel uit van het arrondissement La Roche-sur-Yon.

## Geschiedenis
La Guyonnière fuseerde op 1 januari 2019 met Boufféré, Montaigu, Saint-Georges-de-Montaigu en Saint-Hilaire-de-Loulay tot de commune nouvelle Montaigu-Vendée.

## Geografie
De oppervlakte van La Guyonnière bedraagt 22,8 km², de bevolkingsdichtheid is 102,8 inwoners per km².
De onderstaande kaart toont de ligging van La Guyonnière met de belangrijkste infrastructuur en aangrenzende gemeenten.

## Demografie
Onderstaande figuur toont het verloop van het inwonertal.